# Iglesia de San Bartolomé (Pociague)
La iglesia de San Bartolomé es un edificio en ruinas de culto católico ubicado en el lugar de Pociague, núcleo actualmente despoblado cuyo término pertenece a la localidad de Escarabajosa de Cuéllar, anejo de la villa de Cuéllar, en la provincia de Segovia (Castilla y León).
En la actualidad, y desde hace tiempo, los restos de la iglesia tienen un uso ganadero, habiéndose realizado ampliaciones modernas de cemento para encerrar el ganado.

## Historia
Estuvo dedicada a San Bartolomé, y así en 1427 aparece en una escritura otorgada por los clérigos de la villa y tierra de Cuéllar "Velasco Ferrnández, clérigo cura de Sant Bartolomé de Poziague", y se trata de una construcción de pequeñas dimensiones, de forma rectangular y de una sola nave. Su cabecera o ábside está ubicada al Este, como era habitual, y a la izquierda de la misma y adosada a ella se mantiene en pie un pequeño cuarto o habitáculo que servía como sacristía. A los pies del templo se conserva un macizo torreón que sirvió de campanario, similar al de la iglesia del despoblado de Minguela, aunque de menores dimensiones. Su fábrica carecía de valores artísticos importantes, siendo construida en piedra caliza, sin labrar, unida con argamasa de cal.
En ella tuvo sede la cofradía de Nuestra Señora del Rosario, y quizá otras, y el templo quedó anexo al de Minguela en tiempo indeterminado.
En la actualidad se conservan importantes restos del edificio, a pesar de que la localidad se despobló entre los años 1625 y 1630 y desde entonces no ha recibido culto.